# La mazmorra
La mazmorra (Donjon en el original francés) es una serie de historietas de humor y fantasía creada en 1998 por Lewis Trondheim y Joann Sfar en la que han colaborado otros muchos autores.

## Trayectoria editorial
Sus creadores declararon tener la intención de superar los trescientos números, agrupados en tres series principales de cien números cada una: "Amanecer" narrará los comienzos de la mazmorra, "Zénit" su apogeo y "Crepúsculo" su final. A estos se añadiría un número indeterminado de extras en colecciones complementarias como pueden ser "Monstruos" (con autores como Carlos Nine, Blutch o J-E Vermot-Desroches), "Festival" (historias que ocurrirían entre los dos primeros tomos de la serie "Zénit" y dibujados por Manu Larcenet) y "Bonus" (un juego de rol y versiones limitadas en blanco y negro de diversos álbumes). Debido a la publicación en paralelo de las diferentes series de La Mazmorra a cada número se le atribuye un Nivel, con este Nivel situamos el orden cronológico de la historia de Terra Amata y sus protagonistas.
En Francia, la serie cuenta con un sitio (Donjon Pirate, La Mazmorra Pirata) en la que dibujantes y aficionados idean sus propias páginas de la serie. Esta dirección cuenta con su alternativa, Donjon Pirate Pirate, en la que cualquiera puede colaborar.
En España la serie está siendo editando por Norma Editorial, dentro de su colección Cimoc Extra Color, aunque Sinsentido ha editado la versión en blanco y negro de "Mi hijo, el asesino" realizada por el dibujante Blutch y enmarcada dentro de la serie "Monstruos". 

## Argumento
Esta saga transcurre en un mundo llamado Terra Amata alrededor de un castillo conocido por el nombre de La Mazmorra, durante tres épocas muy diferenciadas entre sí:
En "Amanecer" se cuentan las aventuras de Jacinto de Cavallère, hijo de un noble venido a menos, vive una doble vida: de día, el estudiante de universidad; de noche, El Camisón, un justiciero enmascarado. Tanto la estética de los personajes como la situación y el personaje de Jacinto están fuertemente influidos por Alexandre Dumas padre. Los cómics pertenecientes a esta época nos introducen en como Jacinto consigue llegar a ser el guardián de la Mazmorra. El tono de esta época nos muestra un mundo oscuro, lóbrego y serio acompañado con su particular sentido del humor.
En "Zenit", se da cuenta de las aventuras de Herbert de Vaucanson, un joven duque expulsado de su ducado, y de como obtiene los objetos del Destino, dotados de enorme poder. Le acompañan en sus aventuras Marvin, el guerrero saurio e Isis, princesa de Cefalonia. En esta época de La Mazmorra se nos presenta el mundo de Terra Amata como una combinación de fantasía al más puro estilo de El Señor de los Anillos y el humor más desternillante que pueda salir de una partida del juego de rol Dungeons & Dragons. Aquí vemos a Jacinto convertido en el guardian de La Mazmorra, con su inseparable Pipa del Destino, convertido en un anciano taciturno por los golpes que le propinó su pasado. En esta época es donde se dan los mejores álbumes según la crítica.
En "Crepúsculo" vemos la oscuridad hacia la que degeneró el mundo de La Mazmorra (Terra Amata) hasta el extremo de quedar sumida en la noche eterna en un extremo y el día abrasador en el otro. Aquí el héroe es Marvin Rojo, un conejo rojo, que intentará evitar las catástrofes de este mundo postapocalíptico con su maestro, el Rey Polvo (el envejecido Marvin de Zenit).
También vemos al otrora simpático Herbert, aquí convertido en el Gran Khan, el insensible emperador de Terra Amata.
Así pues, en cada época contemplamos referencias a otros períodos, por lo que podemos seguir la evolución del complejo universo creado por Sfar y Trondheim, lo que supone un atractivo extra y una característica original de esta ambiciosa obra.

## Personajes principales
El argumento de esta obra épica está protagonizado por animales antropomórficos:

### Jacinto de Cavallère
Jacinto es el personaje principal de la época "Amanecer" donde se convierte en el héroe enmascarado "El Camisón". Hijo menor de una familia noble de campo, su padre le envía a estudiar a Antípolis, donde se aloja con su tío, un rico empresario. Joven idelista, cree en un mundo de paz y justicia, por lo que decide convertirse en el vigilante enmascarado conocido como El Camisón. Bajo esta identidad será acusado de asesinato y perseguido por la policía de Antípolis.
Entre los periodos Amanecer y Zenit se convierte en el jefe del gremio de ladrones y asesinos de la ciudad con la ayuda de Alexandra, asesina de la que ha estado enamorado desde el principio. Jacinto se convierte en un ser más frío y calculador que se desprende de sus idílicos principios para convertirse en el fundador de La Mazmorra en el periodo Zenith. En este periodo se muestra como un personaje cínico y aquejado por un oscuro pasado, aunque es un buen guardián y sus subordinados le muestran gran lealtad.

### Herbert de Vaucanson
Herbert es coprotagonista de la época Zenith. Al principio es un simple trabajador de la Mazmorra pero por un error se hace con la espada del destino y es convertido en guerrero y tiene que aprender a luchar. Más adelante se descubrirá que es hijo del duque de Vaucason. Es un personaje simpático y torpe que no para de meterse en líos.
A lo largo de la época Zenit Herbert se hace con todos los objetos del destino. Esto le convierte en el Gran Khan, un líder religioso y militar, de la época Anochecer de Terra Amata, habitado por la entidad negra. En las antípodas de la simpatía de Herbert, El Gran Khan transforma la Mazmorra en una fortaleza y reina con mano de hierro. Es cruel y déspota.

### Marvin
Marvin es el único personaje que encontramos en los tres periodos de la Mazmorra. En Amanecer aparece en un episodio como un niño draconiano. En Zenith es coprotagonista de la serie junto con Herbert y en Crepúsculo coprotagonista junto con Marvin el Rojo.
Marvin es un dragón vegetariano, uno de los mejores soldados de la Mazmorra. Es orgulloso y valiente y tiene un desarrollado sentido del honor. Su religión le prohíbe luchar contra alguien que le insulta. A veces es estricto e inflexible, limitado por su particular visión del mundo.
En Crepúsculo se convierte en el Rey Polvo, un draconista viejo y ciego enemigo mortal del Gran Khan. Moralmente es más flexible que en su juventud y más sabio.

### Marvin el Rojo
Es coprotagonista de la serie Crepúsculo. Es un conejo rechazado por los demás conejos por su color rojo. Le bautizaron Marvin en memoria del dragón Marvin que destruyó Zootamauxime, la ciudad de los conejos. Es un temerario y alborotador adolescente, inmaduro e imprudente. Acompaña al Rey Polvo, a quien respeta profundamente, en su vagar por Terra Amata. A lo largo de la serie va madurando según se va metiendo en líos. Es temeroso de la magia y los hechizos. Gracias a una armadura con cañones en cada mano es capaz de propulsarse y volar.

## Resumen
Los resúmenes se muestran en orden cronológico para una mayor comprensión y puesta en situación, informando del nivel en el que se encuentra cada número.

### Época Amanecer
-400: Monstruos 11: Le Grand Animateur (inédito en España)
-99: Amanecer -99: El camisón
-98: Amanecer -98: Un justiciero en apuros
-97: Monstruos 5: La noche del seductor
-97: Amanecer -97: La juventud que se va
-90: Monstruos 7: Mi hijo el asesino
-85: Monstruos 8: El desengaño
-84: Amanecer -84: Después de la lluvia
-83: Amanecer -83: Sin el menor ruido
-4: Monstruos 1: Jean-Jean, el terror

### Época Zénit
1: Zénit 1: Corazón de pato

Narra las aventuras de Herbert, el pato, y el dragón Marvin, empleados de la Mazmorra. Cuando la secta de los Capuchones amenaza con tomar la Mazmorra, el Guardián manda buscar a un héroe para solucionar la situación, pero Herbert mete la pata y acaba sustituyendo al bárbaro elegido en una misión en la que entablará amistad con Marvin. 
1,5: Festival 1: Una mazmorra de más

Un empresario advenedizo decide montar su propia mazmorra junto a la del Guardián y hacerle la competencia. La diferencia es que decide llevarla como un parque temático familiar, y empezará a atraer no sólo a más clientes, sino a los propios trabajadores de la Mazmorra.
1,5: Festival 2: El sabio del ghetto

Una lámpara mágica capaz de garantizar un último deseo cae en posesión de los habitantes de la Mazmorra. Para decidir qué hacer con tan única oportunidad el Guardián, Marvin y Herbert viajarán al Ghetto de Clerembard, donde la raza de los avestrucianos vive sometida a los perros, para consultar con el Sabio Mattathias.
1,5: Festival 3: El día de los sapos

Un malvado clan de ranas ninja prepara una invasión de la Mazmorra mediante un elaborado plan que implica, entre otras cosas, una plaga de sapos voladores tóxicos. Los habitantes de la Mazmorra deberán hacerles frente mientras Herbert lidia con los vampiros que habitan la misma.
1,5: Festival 4: Flores y chavales

Herbert y Marvin tienen que hacer de canguros de los monstruosos retoños de la Mazmorra, pero en un sitio muy particular, en la fosa séptica. Los dos amigos, no sólo se enfrentarán a los pequeños, también a las extrañas criaturas que han florecido entre el estiércol.
1,5: Festival 5: La técnica Grogro

Los guerreros hipermenoreanos llegan a la mazmorra buscando un peleano: un peleano que no es otro que Grogro. Él debe enseñarles lo que sabe de lucha, pero el guardián tiene miedo por lo que puedan hacerle a su guardaespaldas y enviará a sus guerreros tras su pista...
1,5: Bonus 4: Fortissimo !

Recopilación de los cuatro primeros tomos de La Mazmorra Festival (Volumen inédito en España).
2: Zénit 2: El Rey de la pelea

Marvin lleva al torpe Herbert ante su antiguo maestro para que le enseñe las artes de la lucha, pero cuando el maestro les abandona deberá enseñarle a pelear él mismo.
3: Zénit 3: La princesa de los bárbaros
3: Monstruos 2: El gigante que llora
4: Zénit 4: Sortilegios e infortunios
5: Zénit 5: Un matrimonio separado
6: Zénit 6: Retorno a bombo y platillo
7: Monstruos 12: Le grimoire de l'inventeur (inédito en España)
40: Monstruos 6: Du ramdam chez les brasseurs (inédito en España)
75: Monstruos 9: Las profundidades
95: Monstruos 10: Des Soldats d'honneur (inédito en España)

### Época Crepúsculo
101: Crepúsculo 1: El cementerio de los dragones
102: Crepúsculo 2: El volcán de los Vaucanson
103: Crepúsculo 3: Harmaguedón
103: Monstruos 3: La carta magna
103: Monstruos 4: Le noir seigneur
104: Crepúsculo 4: El dojo de la laguna
105: Crepúsculo 5: Los nuevos centuriones
106: Crepúsculo 6: Revoluciones
110: Alto septentrión
111: El fin de la mazmorra

## Lista de Cómics
| Serie      | Volumen | Título original              | Título en castellano         | Guionistas                  | Dibujo               | Fecha |
| ---------- | ------- | ---------------------------- | ---------------------------- | --------------------------- | -------------------- | ----- |
| Amanecer   | -99     | La chemise de la nuit        | El camisón                   | Lewis Trondheim, Joann Sfar | Christophe Blain     | 1999  |
| Amanecer   | -98     | Un justicier dans l'ennui    | Un justiciero en apuros      | Lewis Trondheim, Joann Sfar | Christophe Blain     | 2001  |
| Amanecer   | -97     | Une jeunesse qui s'enfuit    | La juventud que se va        | Lewis Trondheim, Joann Sfar | Christophe Blain     | 2003  |
| Amanecer   | -84     | Après la pluie               | Después de la lluvia         | Lewis Trondheim, Joann Sfar | Christophe Blain     | 2006  |
| Amanecer   | -83     | Sans un Bruit                | Sin el menor ruido           | Lewis Trondheim, Joann Sfar | Cristophe Gaultier   | 2011  |
| Zénit      | 1       | Coeur de canard              | Corazón de pato              | Lewis Trondheim, Joann Sfar | Lewis Trondheim      | 1998  |
| Zénit      | 2       | Le roi de la Bagarre         | El Rey de la pelea           | Lewis Trondheim, Joann Sfar | Lewis Trondheim      | 1998  |
| Zénit      | 3       | La princesse des barbares    | Princesa de los bárbaros     | Lewis Trondheim, Joann Sfar | Lewis Trondheim      | 2000  |
| Zénit      | 4       | Sortilège et avatar          | Sortilegios e infortunios    | Lewis Trondheim, Joann Sfar | Lewis Trondheim      | 2002  |
| Zénit      | 5       | Un Mariage à part            | Un matrimonio separado       | Lewis Trondheim, Joann Sfar | Boulet               | 2006  |
| Zénit      | 6       | Retour en fanfare            | Regreso a bombo y platillo   | Lewis Trondheim, Joann Sfar | Boulet               | 2007  |
| Crepúsculo | 101     | Le cimetière des dragons     | El cementerio de dragones    | Lewis Trondheim, Joann Sfar | Joann Sfar           | 1999  |
| Crepúsculo | 102     | Le volcan des Vaucanson      | El volcán de los Vaucanson   | Lewis Trondheim, Joann Sfar | Joann Sfar           | 2001  |
| Crepúsculo | 103     | Armaggedon                   | Harmaguedón                  | Lewis Trondheim, Joann Sfar | Joann Sfar           | 2002  |
| Crepúsculo | 104     | Le dojo du lagon             | El dojo de la laguna         | Lewis Trondheim, Joann Sfar | Kerascoët            | 2005  |
| Crepúsculo | 105     | Les nouveaux centurions      | Los nuevos centuriones       | Lewis Trondheim, Joann Sfar | Kerascoët            | 2006  |
| Crepúsculo | 106     | Revolutions                  | Revoluciones                 | Lewis Trondheim, Joann Sfar | Obion                | 2011  |
| Crepúsculo | 110     | Haut septentrion             | Alto septentrión             | Lewis Trondheim, Joann Sfar | Alfred               | 2016  |
| Crepúsculo | 111     | La fin du donjon             | El fin de la mazmorra        | Lewis Trondheim, Joann Sfar | Mazan                | 2016  |
| Festival   | 1       | Un donjon de trop            | Una mazmorra de más          | Lewis Trondheim, Joann Sfar | Manu Larcenet        | 2000  |
| Festival   | 2       | Le sage du ghetto            | El sabio del ghetto          | Lewis Trondheim, Joann Sfar | Manu Larcenet        | 2001  |
| Festival   | 3       | Le jour des crapauds         | El día de los sapos          | Lewis Trondheim, Joann Sfar | Manu Larcenet        | 2002  |
| Festival   | 4       | Des fleurs et des marmots    | Flores y chavales            | Lewis Trondheim, Joann Sfar | Manu Larcenet        | 2004  |
| Festival   | 5       | Technique Grogro             | La técnica Grogro            | Lewis Trondheim, Joann Sfar | Manu Larcenet        | 2007  |
| Monstruos  | 1       | Jean-Jean la terreur         | Jean-Jean, el terror         | Lewis Trondheim, Joann Sfar | Mazan                | 2001  |
| Monstruos  | 2       | Le géant qui pleure          | El gigante que llora         | Lewis Trondheim, Joann Sfar | Jean-Christophe Menu | 2001  |
| Monstruos  | 3       | La carte majeure             | La carta magna               | Lewis Trondheim, Joann Sfar | Andreas              | 2002  |
| Monstruos  | 4       | Le noir seigneur             | El señor negro               | Lewis Trondheim, Joann Sfar | Blanquet             | 2003  |
| Monstruos  | 5       | La nuit du tombeur           | La noche del seductor        | Lewis Trondheim, Joann Sfar | J-E Vermot Desroches | 2003  |
| Monstruos  | 6       | Du ramdam chez les brasseurs | N/A                          | Lewis Trondheim, Joann Sfar | Yoann                | 2003  |
| Monstruos  | 7       | Mon fils le tueur            | Mi hijo el asesino           | Lewis Trondheim, Joann Sfar | Blutch               | 2003  |
| Monstruos  | 8       | Crève-coeur                  | El desengaño                 | Lewis Trondheim, Joann Sfar | Carlos Nine          | 2004  |
| Monstruos  | 9       | Les Profondeurs              | Las profundidades            | Lewis Trondheim, Joann Sfar | Killofer             | 2004  |
| Monstruos  | 10      | Des Soldats d'honneur        | N/A                          | Lewis Trondheim, Joann Sfar | Frédéric Bézian      | 2006  |
| Monstruos  | 11      | Le Grand Animateur           | N/A                          | Lewis Trondheim, Joann Sfar | Stanislas            | 2007  |
| Monstruos  | 12      | Le grimoire de l'inventeur   | N/A                          | Lewis Trondheim, Joann Sfar | Nicolas Kéramidas    | 2008  |
| Bonus      | 1       | Clef en main                 | N/A                          | Lewis Trondheim, Joann Sfar | Trondheim, Sfar      | 2001  |
| Bonus      | 2       | Mon fils le tueur N&B        | Mi hijo el asesino (Cartoné) | Lewis Trondheim, Joann Sfar | Blutch               | 2004  |
| Bonus      | 3       | Des Soldats d'honneur N&B    | N/A                          | Lewis Trondheim, Joann Sfar | Frédéric Bézian      | 2006  |
| Bonus      | 4       | Fortissimo !                 | N/A                          | Lewis Trondheim, Joann Sfar | Manu Larcenet        | 2006  |
| Bonus      | 5       | Après la pluie N&B           | N/A                          | Lewis Trondheim, Joann Sfar | Christophe Blain     | 2006  |

## Orden cronológico
A continuación se listan los cómics en orden cronológico teniendo en cuenta la división de las tres grandes series, Amanecer, Zénit y Crepúsculo como punto de referencia y los niveles que representan cada una:
| Época      | Nivel | Título en castellano                       |
| ---------- | ----- | ------------------------------------------ |
| Amanecer   | -400  | Monstruos 11: Le Grand Animateur           |
| Amanecer   | -99   | Amanecer -99: El camisón                   |
| Amanecer   | -98   | Amanecer -98: Un justiciero en apuros      |
| Amanecer   | -97   | Monstruos 5: La noche del seductor         |
| Amanecer   | -97   | Amanecer -97: La juventud que se va        |
| Amanecer   | -90   | Monstruos 7: Mi hijo el asesino            |
| Amanecer   | -85   | Monstruos 8: El desengaño                  |
| Amanecer   | -84   | Amanecer -84: Después de la lluvia         |
| Amanecer   | -83   | Amanecer -83: Sin el menor ruido           |
| Amanecer   | -4    | Monstruos 1: Jean-Jean, el terror          |
| Zénit      | 1     | Zénit 1: Corazón de pato                   |
| Zénit      | 1     | Festival 1: Una mazmorra de más            |
| Zénit      | 1     | Festival 2: El sabio del ghetto            |
| Zénit      | 1     | Festival 3: El día de los sapos            |
| Zénit      | 1     | Festival 4: Flores y chavales              |
| Zénit      | 1     | Festival 5: La técnica Grogro              |
| Zénit      | 1     | Bonus 4: Fortissimo !                      |
| Zénit      | 2     | Zénit 2: El Rey de la pelea                |
| Zénit      | 3     | Zénit 3: La princesa de los bárbaros       |
| Zénit      | 3     | Monstruos 2: El gigante que llora          |
| Zénit      | 4     | Zénit 4: Sortilegios e infortunios         |
| Zénit      | 5     | Zénit 5: Un matrimonio separado            |
| Zénit      | 6     | Zénit 6: Regreso a bombo y platillo        |
| Zénit      | 7     | Monstruos 12: Le grimoire de l'inventeur   |
| Zénit      | 40    | Monstruos 6: Du ramdam chez les brasseurs  |
| Zénit      | 75    | Monstruos 9: Las profundidades             |
| Zénit      | 95    | Monstruos 10: Des Soldats d'honneur        |
| Crepúsculo | 101   | Crepúsculo 101: El cementerio de dragones  |
| Crepúsculo | 102   | Crepúsculo 102: El volcán de los Vaucanson |
| Crepúsculo | 103   | Crepúsculo 103: Harmaguedón                |
| Crepúsculo | 103   | Monstruos 3: La carta magna                |
| Crepúsculo | 103   | Monstruos 4: El señor negro                |
| Crepúsculo | 104   | Crepúsculo 104: El dojo de la laguna       |
| Crepúsculo | 105   | Crepúsculo 105: Los nuevos centuriones     |
| Crepúsculo | 106   | Crepúsculo 106: Revoluciones               |
| Crepúsculo | 110   | Crepúsculo 110: Alto septentrión           |
| Crepúsculo | 111   | Crepúsculo 111: El fin de la mazmorra      |